# Oligosita foersteri
Oligosita foersteri är en stekelart som beskrevs av Girault 1914. Oligosita foersteri ingår i släktet Oligosita och familjen hårstrimsteklar. Inga underarter finns listade i Catalogue of Life.